# مدخل إلى علم الأحياء
علم الأحياء - من العلوم الطبيعية التي تدرس الحياة. تشمل مجالات التركيز الهيكل والوظيفة والنمو والأصل والتطور والتوزيع والتصنيف.

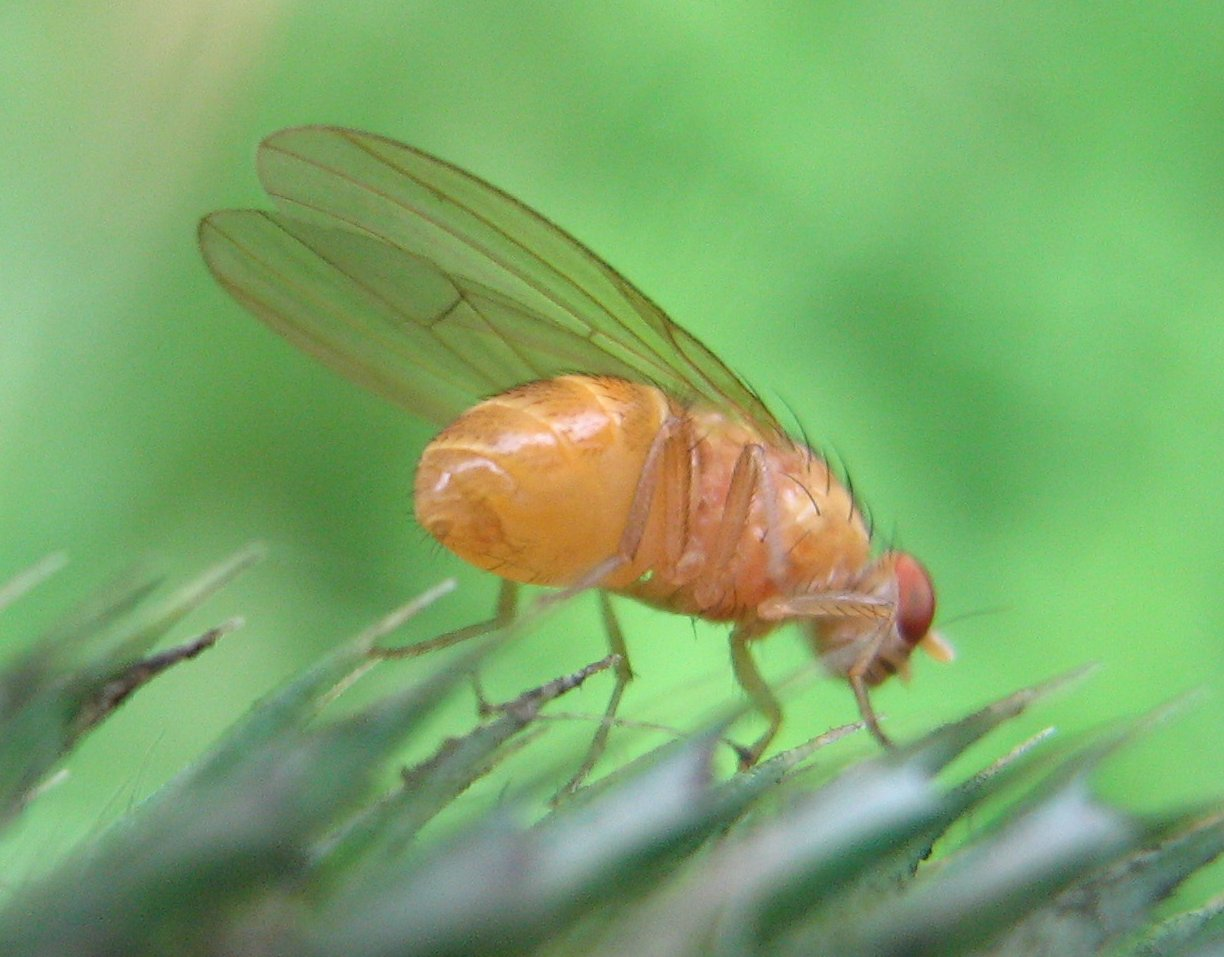
ذبابة الفاكهة دروسوفيلا ميلانوغاستر ؛غالبا ما تستخدم للدلالة على نموذج حي.

## تاريخ علم الأحياء
- تاريخ علم الأحياء
- الجدول الزمني لعلم الأحياء والكيمياء العضوية
- تاريخ علم التشريح
- تاريخ الكيمياء الحيوية
- تاريخ التكنولوجيا الحيوية
- تاريخ علم النبات
  - تاريخ علم تصنيف النبات
- تاريخ علم البيئة
- تاريخ علم الجينات
- تاريخ علم الوراثة
- تاريخ الفكر التطوري
  - داروينية
  - كسوف الداروينية (اللاماركية، التكون، البنيوية، والتطفرية) - نظريات الكارثة - المذهب الحيوي
  - التوليف الحديث (التطوري)
  - تاريخ التطور الجزيئي
  - تاريخ الانتواع
- تاريخ الطب
  - تاريخ علم الأمراض
- تاريخ استخدام النموذج الحي
- تاريخ علم الأحياء الجزيئية
- التاريخ الطبيعي
- تاريخ العلوم العصبية
- تاريخ علم الفيروسات
- تاريخ علم الأحياء البحرية
- تاريخ علم الحيوان[الإنجليزية]

## ملخص
- مادة الاحياء
  - علم
  - حياة
    - الخصائص: التكيف - معالجة الطاقة - النمو - الترتيب - التنظيم - التكاثر - الاستجابة للبيئة

  - التنظيم البيولوجي: الذرة - جزيء - الخلية - نسيج - الجهاز - جهاز الأعضاء - الحي - السكان - المجتمع - النظام البيئي - المحيط الحيوي
    - المنهج: الاختزالية - الخاصية الناشئة - الآلية
- علم الأحياء كعلم:
  - علم الطبيعة
  - المنهج العلمي: الملاحظة - سؤال البحث - الفرضية - قابلية الاختبار - التنبؤ - التجربة - البيانات - الإحصاء
  - النظرية العلمية - القانون العلمي
- طريقة البحث
  - قائمة طرق البحث في علم الأحياء  [لغات أخرى]‏
- الأدب العلمي
  - قائمة مجلات علم الأحياء  [لغات أخرى]‏: مراجعة الأقران

## الأساس الكيميائي
مخطط الكيمياء الحيوية
- الذرات والجزيئات
  - مادة - عنصر - ذرة - بروتون - نيوترون - إلكترون - نموذج بور - نظير - رابطة كيميائية - رابطة أيونية - أيون - رابطة تساهمية - رابطة هيدروجينية - جزيء
- الماء:
  - خصائص الماء - المذيب - التماسك - التوتر السطحي - الالتصاق - الأس الهيدروجيني.
- المركبات العضوية:
  - كربون - رابطة كربون-كربون - هيدروكربون - سكر أحادي - أحماض أمينية - نوكليوتيد - مجموعة وظيفية - أحادي القسيمة - أدينوزين ثلاثي الفوسفات (ATP) - دهون - زيت - سكر - فيتامينات - ناقل عصبي - شمع
- الجزيئات الكبيرة:
  - متعدد السكاريد: السليولوز - السكريات - الكايتين - الغلايكوجين - النشا
  - البروتينات: البنية الأساسية - البنية الثانوية - البنية الثالثة - البنية - الحالة الأصلية - تطوي البروتين - الإنزيم - المستقبلات - مستقبل سطح الخلية - القناة الأيونية - الناقل الغشائي - الالكولاجين - الخضاب: اليخضور - الكاروتين - اليصفور - الميلانين - البريون
  - الدهون: غشاء الخلية - الدهون - الفسفوليبيدات
  - الأحماض النووية: DNA - RNA

## الخلايا
موجز علم الأحياء الخلوي
- هيكل الخلية:
  - صاغ الخلية روبرت هوك
  - التقنيات: زراعة الخلايا - مجهر - مجهر ضوئي - مجهر الكتروني - SEM - TEM
  - العضيات: السيتوبلازم - فاكول - بيروكسيسوم - بلاستيد
    - نواة الخلية
      - نيوكليوبلازم - نواة - كروماتين - كروموسوم

    - جهاز الغشاء الداخلي
      - غلاف نووي - شبكية إندوبلازمية - جهاز جولجي - حويصلات - ليسوسوم

    - منشئي الطاقة: الميتوكوندريا والكلوروبلاست

  - الأغشية البيولوجية:
    - غشاء البلازما - غشاء الميتوكوندريا - غشاء البلاستيدات الخضراء

  - السمات الخلوية الأخرى: جدار الخلية - الأرجل الكاذبة - الهيكل الخلوي - المغزل الانقسامي - السوط - الهدب
    - النقل الخلوي: الانتشار - التناضح - متساوي التوتر - النقل النشط - البلعمة
    - التكاثر الخلوي: الحركية الخلوية - السنترومير - الانقسام الاختزالي
    - التكاثر النووي: الانقسام - الطور البيني - الطور - الطورية - طور الصعود - الطور النهائي
    - موت الخلايا المبرمج - موت الخلايا المبرمج - شيخوخة الخلية
- التمثيل الغذائي:
  - الإنزيم - طاقة التنشيط - تحلل البروتين - التعاون
- التنفس الخلوي
  - تحلل السكر - مركب نازعة هيدروجين بيروفات - دورة حامض الستريك - سلسلة نقل الإلكترون - التخمر
- البناء الضوئي
  - التفاعلات المعتمدة على الضوء - دورة كالفين
- دورة الخلية
  - الانقسام - الكروموسوم - أحادي الصيغة الصبغية - ثنائي الصبغة - متعدد الصبغيات - الطور - الطور - الطور - الطور الخلوي - الانقسام الاختزالي

## علم الوراثة
موجزعلم الوراثة
- ميراث
  - الوراثة - الوراثة المندلية - الجين - الموضع - السمة - الأليل - تعدد الأشكال - الزيجوت المتماثل - الزيجوت متغاير الزيجوت - الهجين - التهجين - التهجين الثنائي  [لغات أخرى]‏ - مربع بانت  [لغات أخرى]‏ - زواج الأقارب
  - النمط الجيني - تمييز النمط الظاهري - النمط الجيني - النمط الظاهري - الجين السائد - الجين المتنحي
  - التفاعلات الجينية - قانون مندل للفصل - الفسيفساء الجينية - التأثير الأمومي - الاختراق - التكامل  [لغات أخرى]‏ - الكبت - الرعاف - الارتباط الجيني
  - الكائنات الحية النموذجية: ذبابة الفاكهة - أرابيدوبسيس - ربداء رشيقة - فأر - سكيراء جعوية - إشريكية قولونية - بكتيريا لامدا[الإنجليزية] - قيطم - دجاج - سمك الزرد - سيونا إنتيستينا[الإنجليزية] - سهيمات
  - التقنيات: الفحص الجيني - خريطة الربط - الخريطة الجينية
- الحمض النووي
  - الحلزون المزدوج للحمض النووي
  - قاعدة نووية: الأدينين (A) - السيتوزين (C) - الجوانين (G) - الثايمين (T) - اليوراسيل (U)
  - تكرار الحمض النووي - الطفرة - معدل الطفرة  [لغات أخرى]‏ - التصحيح - إصلاح عدم تطابق الحمض النووي - الطفرة النقطية - التقاطع - إعادة التركيب - البلازميد - الترانسبوزون
- التعبير الجيني
  - العقيدة المركزية للبيولوجيا الجزيئية: النواة - الكود الجيني - الكودون - عامل النسخ - النسخ - الترجمة - الحمض النووي الريبي - هيستون - التيلومير
  - هيتروكروماتين - مروج - بوليميراز الحمض النووي الريبي
  - التخليق الحيوي للبروتين - الريبوسومات
- تنظيم الجينات
  - أوبرون - منشط - ضاغط - كوريبريسور - محسن - ربط بديل
- الجينوم
  - تسلسل الحمض النووي - التسلسل عالي الإنتاجية - المعلوماتية الحيوية
  - بروتيوم - البروتينات - ميتابولوم - الايض
  - اختبار أبوة الحمض النووي
- التكنولوجيا الحيوية (انظر أيضًا مخطط التقنيات البيوكيميائية والبيولوجيا الجزيئية):
  - بصمة الحمض النووي - البصمة الوراثية - الأقمار الصناعية الدقيقة - خروج المغلوب للجينات - البصمة - الجينوميات المتداخلة في الحمض النووي الريبي - علم الأحياء الحسابي - المعلوماتية الحيوية - الرحلان الكهربائي للهلام - التحول - PCR - طفرات PCR - التمهيدي - المشي الكروموسوم - RFLP - إنزيم التقييد - التسلسل[الإنجليزية] - تسلسل البندقية  [لغات أخرى]‏ - الاستنساخ - الزراعة - المصفوفة الدقيقة للحمض النووي - الرحلان الكهربي - علامة البروتين - كروماتوغرافيا التقارب - حيود الأشعة السينية - بروتيوميات - قياس الطيف الكتلي - تعديل كريسبر - علاج جيني
- الجينات والتطور والتطور
  - موت الخلايا المبرمج
  - نموذج العلم الفرنسي  [لغات أخرى]‏
  - تكوين نمط  [لغات أخرى]‏
  - علم البيولوجيا التطورية (إيفو-ديفو)
  - عنصر الاستنساخ

## التطور
مخطط التطور ‏ (انظر أيضًا علم الأحياء التطوري)
- العمليات التطورية
  - تطور
  - التطور الجزئي: التكيف - الاصطفاء - الانتقاء الطبيعي - الانتقاء الاتجاهي - الانتقاء الجنسي - الانجراف الجيني - التكاثر الجنسي - التكاثر اللاجنسي - المستعمرة - تردد الأليل - النظرية المحايدة للتطور الجزيئي - الوراثة السكانية - مبدأ هاردي - واينبرغ
- الانتواع
  - الأنواع
- علم تطور السلالات
  - النسب (تطور) - شجرة التطور - كلاديسيات - الأنواع - الأصنوفة - كليد - أحادي النمط الخلوي - متعددة العرق - شبه عرق - الوراثة - المظهرية سمة - تسلسل الحمض النووي - تواسم مشتق وتواسم مشتق متماثل - التماثل - الساعة الجزيئية - outgroup (كلاديسيات)  [لغات أخرى]‏ - الحد الأقصى البخل (علم الوراثة العرقي)  [لغات أخرى]‏ - الحاسوبية علم الوراثة
  - تصنيف لينيان: كارل لينيوس - المجال (علم الأحياء) - المملكة (علم الأحياء) - الشعبة - الدرجة (علم الأحياء) - الترتيب (علم الأحياء) - الأسرة (علم الأحياء) - الجنس - الأنواع
  - نظام ثلاثي المجالات: العتائق - البكتيريا - حقيقيات النوى - الطلائعيات - الفطريات - النبات - الحيوان
  - المصطلحات ذات الحدين: التصنيف العلمي - الإنسان العاقل
- تاريخ الحياة
  - أصل الحياة - التسلسل الهرمي للحياة - تجربة ميلر وأوري
  - التطور الكبير: الإشعاع على التكيف - تطور متقاربة - الانقراض - الانقراض الجماعي - الأحفوري - علم التاريخ الحفري - الزمن الجيولوجي - الصفائح التكتونية - الانجراف القاري - انتواع متباين الموطن - جندوانا - بانجيا - تعايش جواني

## التنوع
- البكتيريا والعتائق
- الخلية
- تنوع النبات
  - طحالب خضراء
    - الكلوروفيتا
    - شاروفيتا

  - الطحالب
    - مارشانتيوفيتا
    - الأنثوسروتوفيتا
    - طحلب

  - البتيريدوفيت
    - ليكوبوديوفيتا
    - بوليبوديوفيتا

  - نباتات البذور
    - السيكادوفيتا
    - الجنكوفيتا
    - بينوفيتا
    - جنتوفيتا
    - كاسيات البذور
- الفطريات
  - خميرة - عفن (فطر) - فطر
- التنوع الحيواني
  - اللافقاريات:
    - الإسفنج - القراصات - المرجان - قنديل البحر - الهيدرا (جنس) - شقائق النعمان البحرية
    - الديدان المفلطحة - الديدان الخيطية
    - مفصليات الأرجل: القشريات - كلابيات القرون - ميريابودا - العناكب - الحشرات - الحلقات - الرخويات

  - الفقاريات:
    - الأسماك: - اللافكيات - الغضروفية - العظمية
    - تيكتاليك
    - رباعيات الأطراف
      - البرمائيات
      - الزواحف
      - الطيور
        - الطيور غير قادرة على الطيران - حديثات الفك - الديناصورات

      - الثدييات
        - المشيمة: الرئيسيات
        - جرابيات
        - وحيدات المسلك
- الفيروسات
  - فيروسات الحمض النووي - فيروسات الحمض النووي الريبي - الفيروسات القهقرية

## شكل النبات ووظيفته
- جسم النبات
  - نظم الجهاز: الجذر - البتيلة - الساق - الورقة - الزهرة
- تغذية النبات والنقل
  - أنسجة الأوعية الدموية - اللحاء (علم النبات) - شريط كاسبري - ضغط الامتلاء - نسيج الخشب - اللحاء - النتح - الخشب - الجذع (علم النبات)
- نمو النبات
  - انتحاء - حركة موجهة[الإنجليزية]
  - البذور - الفلقة - بارض - بارض قمي - كامبيوم الأوعية الدموية - كامبيوم فليني
  - تعاقب الأجيال - نابتة عرسية - معفر  [لغات أخرى]‏ - عدابة - نابت بوغي - بوغ - كيس بوغي
- تكاثر النبات
  - كاسيات البذور - الزهرة - التكاثر - الحيوانات المنوية - التأبير - التأبير الذاتي - التلقيح المتبادل - الرحيق - حبوب اللقاح
- استجابات النبات
  - هرمون نباتي - النضج - الفاكهة - الإثيلين كهرمون النبات - سموم - ملقحات[الإنجليزية] - انتحاء ضوئي - skototropism - فوتوتروبين[الإنجليزية] - صبغة نباتية - أكسين - فترة ضوئية - الجاذبية

## شكل الحيوان ووظيفته
- السمات العامة: علم التشكل (علم الأحياء) - علم التشريح - علم وظائف الأعضاء - الأنسجة البيولوجية - الأعضاء (علم الأحياء) - أنظمة الأعضاء
- توازن الماء والملح
  - سوائل الجسم: الضغط الأسموزي - التركيب الأيوني - الحجم
    - إنتشار - تناضح) - توتر - صوديوم - بوتاسيوم - كالسيوم - كلوريد

  - إفراز
- التغذية والهضم
  - الجهاز الهضمي: المعدة - الأمعاء - الكبد - التغذية - التمثيل الغذائي للمجموعات الغذائية الأولية - الكلى - الإخراج
- عمليه التنفس
  - الجهاز التنفسي: الرئتان
- الدوران
  - الجهاز الدوري: القلب - الشرايين - الوريد - الشعيرات الدموية - الدم - خلايا الدم
  - الجهاز اللمفاوي: العقدة الليمفاوية
- العضلات والحركة
  - الجهاز الهيكلي: عظم - غضروف - مفصل - وتر
  - الجهاز العضلي: عضلي - أكتين - ميوسين - منعكس
- الجهاز العصبي
  - الخلايا العصبية - التغصنات - المحوار - العصب - التدرج الكهروكيميائي - الفيزيولوجيا الكهربية - جهد الفعل - نقل الإشارة - المشبك - المستقبل -
  - الجهاز العصبي المركزي: المخ - النخاع الشوكي
    - الجهاز الحوفي - الذاكرة - الجهاز الدهليزي

  - الجهاز العصبي المحيطي
  - الجهاز العصبي الحسي: العين - الرؤية - الاختبار - الحس العميق - الشم -
- نظام غلافي: خلية الجلد
- السيطرة الهرمونية
  - جهاز الغدد الصماء: هرمون
- تكاثر الحيوانات
  - الجهاز التناسلي: الخصيتين - المبيض - الحمل
    - نظام السمك # التناسلي
    - الجهاز التناسلي للثدييات
      - الجهاز التناسلي البشري
      - قضيب الثدييات
        - القضيب السوس
        - أشواك القضيب  [لغات أخرى]‏

      - الأعضاء التناسلية للدلافين قارورية الأنف
      - الأعضاء التناسلية للجرابيات
      - الجهاز التناسلي للخيول  [لغات أخرى]‏
      - حافريات الأصابع متساوية الأصابع # الجهاز البولي التناسلي
      - الثور # الجهاز التناسلي
      - كارنيفورا # الجهاز التناسلي
        - فوسا (حيوان) # الأعضاء التناسلية الخارجية
        - الأعضاء التناسلية الأنثوية للضباع المرقطة
        - تشريح القط
        - الأعضاء التناسلية للكلاب  [لغات أخرى]‏
- تطور الحيوان
  - خلية جذعية - تكون الأريمة[الإنجليزية] - تكون المعيدة - بيضة (أحياء) - جنين حي - مشيمة - جاميت - طليعة منوية - بويضة - بويضة مخصبة - جنين - تمايز خلوي - تشكل حيوي - علبة مثلية
- جهاز مناعي
  - جسم مضاد - عائل - لقاح - خلية دم بيضاء - خلية تائية
- سلوك الحيوان
  - سلوك: تزاوج - لغة تواصل الحيوانات - الهجرة[الإنجليزية]
  - الإيثار (علم الأحياء)
  - نمط العمل الثابت[الإنجليزية]

## علم البيئة
موجز علم البيئة
- النظم البيئية:
  - علم البيئة - التنوع الحيوي - الموطن - العوالق - منحدر حراري - تغذية ترممية
  - المكون اللاأحيائي: الماء - الضوء - الإشعاع - درجة الحرارة - الرطوبة - الغلاف الجوي - الحموضة
  - ميكروب - كتلة حيوية - مادة عضوية - محلل - تحلل - كربون - دورة المغذيات - طاقة شمسية - تضاريس - إمالة - مقابل للرياح ومدابرها - درجة حرارة هطول الأمطار - منطقة حيوية
- السكان
  - البيئة السكانية: الكائن الحي - المنطقة الجغرافية - التكاثر الجنسي - الكثافة السكانية - النمو السكاني - نسبة الولادة - معدل الوفيات - معدل الهجرة - النمو الأسي - القدرة الاستيعابية - الدالة اللوجستية - البيئة الطبيعية - المنافسة (علم الأحياء) - التزاوج - الانتشار الحيوي - المتوطن ( علم البيئة) - منحنى النمو (علم الأحياء) - الموائل - مياه الشرب - الموارد - السكان البشريون - التكنولوجيا - الثورة الخضراء
- مجتمعات
  - المجتمع (علم البيئة) - مكانة بيئية - أنواع أساسية - تقليد - تعايش - تلقيح - متبادلة - التعايش - التطفل - الافتراس - الأنواع الغازية - عدم التجانس البيئي - تأثير الحافة
  - تفاعلات بين المستهلك والموارد:

السلسلة الغذائية - الشبكة الغذائية - ذات التغذية الذاتية - غيري التغذية - العاشبة - آكلة اللحوم - المستوى الغذائي
- المحيط الحيوي
  - الغلاف الصخري - الغلاف الجوي - الغلاف المائي
  - الدورة البيوجيوكيميائية: دورة النيتروجين - دورة الكربون - دورة المياه
  - تغير المناخ: الوقود الأحفوري - الفحم - النفط - الغاز الطبيعي - الاستهلاك العالمي للطاقة - ردود الفعل على تغير المناخ - الوضاءة - بخار الماء بالوعة الكربون
- الحفظ
  - التنوع الحيوي - الموطن - خدمات النظام البيئي - فقدان التنوع البيولوجي - الانقراض - الاستدامة - انقراض الهولوسيني

## الفروع
- علم التشريح: يُعنى بدراسة شكل وبنية الكائنات الحية وكذا أجزائها (أعضاء، أنسجة). يرتبط علم التشريح بطبيعته بعلم الأجنة، والتشريح المُقَارَن، وعلم الأحياء التطوُّري.
  - علم التشريح المقارن - دراسة تطور الأنواع من خلال أوجه التشابه والاختلاف في تشريحها.
  - علم التشريح العياني
  - علم التشريح السطحي
  - علم العظام - دراسة العظام.
  - الأحشاء - دراسة الأعضاء
  - علم التشريح العصبي - دراسة الجهاز العصبي.
  - علم الأنسجة - يُعرف أيضًا بالتشريح المجهري أو علم التشريح المجهري، وهو فرع من علم الأحياء يدرس التشريح المجهري للأنسجة البيولوجية.
  - تشريح شعاعي[الإنجليزية]
- الكيمياء الحيوية: دراسة التفاعلات الكيميائية اللازمة لوجود الحياة وعملها، وعادة ما يكون التركيز على المستوى الخلوي.
- الجغرافيا الحيوية - دراسة توزيع الأنواع مكانياً وزمانياً.
- الفيزياء الحيوية - دراسة العمليات البيولوجية من خلال الأساليب المستخدمة تقليديا في العلوم الفيزيائية.
  - الميكانيكا الحيوية - دراسة ميكانيكا الكائنات الحية.
  - الفيزياء العصبية - دراسة تطور الجهاز العصبي على المستوى الجزيئي.
  - بيولوجيا الكم - تطبيق ميكانيكا الكم والكيمياء النظرية على الأشياء والمشكلات البيولوجية.
  - فيزياء الفيروسات - دراسة الميكانيكا والديناميكيات التي تقود التفاعلات بين الفيروس والخلايا.
  - فيزياء حيوية خلوية
  - فيزياء حيوية جزيئية
- التكنولوجيا الحيوية - فرع جديد وأحيانًا مثير للجدل في علم الأحياء يدرس التلاعب في المادة الحية، بما في ذلك التعديل الوراثي والبيولوجيا التركيبية.
  - المعلوماتية الحيوية - استخدام تكنولوجيا المعلومات في دراسة وجمع وتخزين البيانات الجينومية وغيرها من البيانات البيولوجية.
  - الهندسة الحيوية - دراسة علم الأحياء من خلال وسائل الهندسة مع التركيز على المعرفة التطبيقية وخاصة المتعلقة بالتكنولوجيا الحيوية.
  - البيولوجيا التركيبية - بحث يدمج البيولوجيا والهندسة؛ بناء وظائف بيولوجية غير موجودة في الطبيعة.
- علم النبات - دراسة النباتات.
  - علم الأحياء الضوئية - دراسة علمية لتفاعلات الضوء (تقنيًا، الإشعاع غير المؤين) والكائنات الحية. يشمل المجال دراسة التمثيل الضوئي، والتشكيل الضوئي، والمعالجة البصرية، وإيقاعات الساعة البيولوجية، والتلألؤ البيولوجي، وتأثيرات الأشعة فوق البنفسجية.
  - علم الطحالب - دراسة علمية للطحالب.
  - علم وظائف أعضاء النبات - فرع علم النبات المعني بوظيفة أو فسيولوجيا النباتات.[1]
  - علم النبات الاقتصادي
  - علم النباتات الشعبي
  - علم تشريح النبات
  - علم بيئة النبات
  - علم أمراض النبات
  - علم الوراثة النباتية[الإنجليزية]
- بيولوجيا الخلية - دراسة الخلية كوحدة كاملة، والتفاعلات الجزيئية والكيميائية التي تحدث داخل الخلية الحية.
  - علم الأنسجة - دراسة تشريح خلايا وأنسجة النباتات والحيوانات باستخدام الفحص المجهري.
- علم الأحياء الزمني: مجال يفحص الظواهر الدورية في الكائنات الحية وتكيفها مع الإيقاعات المتعلقة بالشمس ووالقمر.
  - علم تسنن الشجر - دراسة حلقات الأشجار، واستخدامها لتحديد السنة التي تشكلت فيها بالضبط من أجل تحليل الظروف الجوية خلال فترات مختلفة من التاريخ الطبيعي.
- علم الأحياء النمائي - دراسة العمليات التي يتشكل من خلالها الكائن الحي، من البيولوجيا الملقحة إلى البنية الكاملة
  - علم الأجنة - دراسة تطور الجنين (من الإخصاب إلى الولادة).
  - علم الشيخوخة - دراسة عمليات الشيخوخة.
- علم البيئة - دراسة تفاعلات الكائنات الحية مع بعضها البعض ومع العناصر غير الحية في بيئتها.
  - علم البيئة السلوكي
  - علم بيئة النظم البيئية
  - بيئة المناظر الطبيعية
  - علم الأحياء الدقيقة البيئي
  - علم البيئة التجمعي
  - علم البيئة الحضري
  - جغرافيا حيوية
- علم الأوبئة - المكون الرئيسي لأبحاث الصحة العامة، ودراسة العوامل التي تؤثر على صحة السكان.
- علم الأحياء التطوري - دراسة أصل الأنواع ونسبها بمرور الوقت.
  - علم الأحياء النمائي التطوري - مجال علم الأحياء الذي يقارن العمليات التطورية للكائنات الحية المختلفة لتحديد علاقة الأجداد فيما بينها، ولاكتشاف كيفية تطور العمليات التنموية.
  - علم الأحياء القديمة - الانضباط الذي يجمع بين طرق ونتائج بيولوجيا العلوم الطبيعية مع طرق ونتائج علم الحفريات في علم الأرض.
    - علم الإنسان القديم - دراسة الأدلة الأحفورية للتطور البشري، وذلك باستخدام بقايا أشباه البشر المنقرضة وأنواع أخرى من الرئيسيات لتحديد التغيرات المورفولوجية والسلوكية في سلالة الإنسان، وكذلك البيئة التي حدث فيها التطور البشري.
    - علم النبات القديم - دراسة النباتات الأحفورية.
    - علم الحفريات - دراسة الحفريات وأحيانًا الأدلة الجغرافية على حياة ما قبل التاريخ.
    - علم الأمراض القديمة - دراسة الحالات المسببة للأمراض التي يمكن ملاحظتها في العظام أو الأنسجة الرخوة المحنطة، وعن الاضطرابات التغذوية، أو التباين في مكانة العظام أو شكلها بمرور الوقت، أو دليل على الصدمة الجسدية، أو دليل على الإجهاد الميكانيكي الحيوي المشتق مهنياً.
- علم الوراثة - دراسة الجينات والوراثة.
  - علم الوراثة السلوكية - دراسة التأثيرات الجينية والبيئية على السلوكيات.
  - علم الوراثة الجزيئي
  - علم وراثة كمومي
- علم الأحياء البحرية - دراسة النظم البيئية للمحيطات والنباتات والحيوانات والكائنات الحية الأخرى.
- علم الأحياء الدقيقة - دراسة الكائنات الحية الدقيقة وتفاعلاتها مع الكائنات الحية الأخرى.
  - علم المناعة - دراسة أجهزة المناعة في جميع الكائنات الحية.
  - علم الجراثيم - دراسة البكتيريا
  - علم الفطريات - دراسة الفطريات
  - علم الطفيليات - دراسة الطفيليات والطفيليات.
  - علم الفيروسات - دراسة الفيروسات
- البيولوجيا الجزيئية - دراسة علم الأحياء والوظائف البيولوجية على المستوى الجزيئي، مع تقاطع بعضها مع الكيمياء الحيوية.
  - البيولوجيا الهيكلية - فرع من البيولوجيا الجزيئية والكيمياء الحيوية والفيزياء الحيوية يهتم بالتركيب الجزيئي للجزيئات البيولوجية الكبيرة.
- علوم الصحة
  - طب
    - طب الغدد الصماء - دراسة جهاز الغدد الصماء.
    - علم الأورام - دراسة عمليات السرطان، بما في ذلك الفيروسات أو الطفرات، وتكوين الأورام، وتكوين الأوعية الدموية، وإعادة تشكيل الأنسجة.
    - علم الأدوية
    - علم الأوبئة
- علم الأعصاب - دراسة الجهاز العصبي، بما في ذلك علم التشريح وعلم وظائف الأعضاء والممتلكات الناشئة.
  - علم الأعصاب الخلوي - دراسة الخلايا العصبية على المستوى الخلوي.
  - علم الأعصاب الإدراكي - دراسة الركائز البيولوجية الكامنة وراء الإدراك، مع التركيز على الركائز العصبية للعمليات العقلية.
  - علم الأعصاب الحسابي - دراسة وظائف معالجة المعلومات بالجهاز العصبي، واستخدام أجهزة الكمبيوتر الرقمية لدراسة الجهاز العصبي.
  - علم الأعصاب التنموي - دراسة الأساس الخلوي لنمو الدماغ ومعالجة الآليات الكامنة.
  - علم الأعصاب الجزيئي - يدرس بيولوجيا الجهاز العصبي مع البيولوجيا الجزيئية وعلم الوراثة الجزيئي وكيمياء البروتين والمنهجيات ذات الصلة.
  - علم التشريح العصبي - دراسة تشريح الأنسجة العصبية والتركيبات العصبية للجهاز العصبي.
  - علم الغدد الصماء العصبية - يدرس التفاعل بين الجهاز العصبي ونظام الغدد الصماء، وهذه هي الطريقة التي ينظم بها الدماغ النشاط الهرموني في الجسم.
  - علم السلوك العصبي - دراسة سلوك الحيوان والتحكم الآلي الكامن فيه بواسطة الجهاز العصبي.
  - علم المناعة العصبية - دراسة الجهاز العصبي، وعلم المناعة، ودراسة جهاز المناعة.
  - علم الأدوية العصبية - دراسة كيفية تأثير الأدوية على الوظيفة الخلوية في الجهاز العصبي.
  - علم الوظائف العصبية للأعضاء - دراسة وظيفة (على عكس التركيب) للجهاز العصبي.
  - علم الأعصاب للأنظمة - يدرس وظيفة الدوائر والأنظمة العصبية. إنه مصطلح شامل، يشمل عددًا من مجالات الدراسة المعنية بكيفية تصرف الخلايا العصبية عند الاتصال معًا لتشكيل الشبكات العصبية.
  - علم النفس الحيوي
- علم وظائف الأعضاء - دراسة الأعمال الداخلية للكائنات الحية.
- علم الأحياء النظري - النمذجة الرياضية للظواهر البيولوجية.
  - علم أحياء النظم - النمذجة الحسابية للأنظمة البيولوجية.
- علم الحيوان - دراسة الحيوانات، بما في ذلك التصنيف وعلم وظائف الأعضاء والنمو والسلوك. تشمل الفروع الفرعية:
  - علم المفاصل - تخصص بيولوجي يهتم بدراسة المفصليات، وهي فئة من الحيوانات تشمل الحشرات والعناكب والقشريات وغيرها التي تتميز بامتلاك أطراف مفصلية.
    - علم القراد[الإنجليزية] - دراسة تصنيف العناكب التي تحتوي على العث والقراد.
    - علم العنكبوت - دراسة علمية للعناكب والحيوانات ذات الصلة مثل العقارب والعقارب الكاذبة والحصادون، والتي تسمى مجتمعة العناكب.
    - علم الحشرات - دراسة الحشرات.
      - علم الخنافس  [لغات أخرى]‏ - دراسة الخنافس.
      - علم حرشفيات الأجنحة - دراسة ترتيب كبير من الحشرات التي تشمل العث والفراشات (تسمى قشريات الأجنحة).
      - علم النمل - دراسة علمية للنمل.

    - علم السرطان  [لغات أخرى]‏ - دراسة القشريات.
    - علم كثيرات الأرجل  [لغات أخرى]‏ - دراسة مئويات الأرجل، والدودة الألفية، وغيرها من ميريابودس.

  - علم السلوك الحيواني - دراسة علمية لسلوك الحيوان، عادة مع التركيز على السلوك في ظل الظروف الطبيعية.
  - علم الديدان الطفيلية - دراسة الديدان وخاصة الطفيلية.
  - علم الزواحف والبرمائيات - دراسة البرمائيات (بما في ذلك الضفادع، والضفادع، والسمندل، والنيوت، والعاريات) والزواحف (بما في ذلك الثعابين، والسحالي، والبرمائيات، والسلاحف، والسلاحف، والتماسيح، والتواتارا).
    - علم البرمائيات - فرع من فروع علم الزواحف والبرمائيات يهتم بدراسة البرمائيات وحدها.

  - علم الأسماك - دراسة الأسماك. ويشمل ذلك الأسماك العظمية (Osteichthyes) والأسماك الغضروفية (Chondrichthyes) والأسماك الخالية من الفك (Agnatha).
  - علم المالاكولوجيا - فرع من علم الحيوان اللافقاري الذي يتعامل مع دراسة الرخويات (الرخويات أو الرخويات)، ثاني أكبر شعبة من الحيوانات من حيث الأنواع الموصوفة بعد المفصليات.
    - علم الجرثومة  [لغات أخرى]‏ - فرع من علم الملاكولوجيا الذي يتعامل مع دراسة رأسيات الأرجل.

  - علم الثدييات - دراسة الثدييات، وهي فئة من الفقاريات لها خصائص مثل التمثيل الغذائي للحرارة، والفراء، والقلوب ذات الأربع غرف، والأنظمة العصبية المعقدة. عُرف علم الثدييات أيضًا باسم «علم الثدي» و «علم العلاج» و «علم العلاج». هناك حوالي 4200 نوع مختلف من الحيوانات التي تعتبر ثدييات.
    - علم دراسة الحيتانيات - فرع من علوم الثدييات البحرية الذي يدرس ما يقرب من ثمانين نوعًا من الحيتان والدلافين وخنازير البحر في الترتيب العلمي الحيتان.
    - علم الرئيسيات - دراسة علمية عن الرئيسيات
    - علم الأحياء البشري - مجال متعدد التخصصات يدرس نطاق البشر والسكان عبر علم الأحياء / علوم الحياة والأنثروبولوجيا / العلوم الاجتماعية والعلوم التطبيقية / الطبية
    - الأنثروبولوجيا البيولوجية - حقل فرعي من الأنثروبولوجيا يدرس التشكل الفيزيائي وعلم الوراثة وسلوك الجنس البشري وأشباه البشر وأشباه البشر الآخرين عبر تطورهم التطوري
      - علم النفس التطوري - دراسة الهياكل النفسية من منظور تطوري حديث. يسعى إلى تحديد السمات النفسية البشرية التي تم تطويرها للتكيفات - أي المنتجات الوظيفية للانتقاء الطبيعي أو الانتقاء الجنسي في التطور البشري.
      - علم البيئة السلوكي البشري - دراسة التكيفات السلوكية (البحث عن الطعام، التكاثر، التكاثر) من المنظورين التطوري والبيئي (انظر البيئة السلوكية). يركز على الاستجابات التكيفية البشرية (الفسيولوجية، التنموية، الجينية) للضغوط البيئية.

  - علم الديدان  [لغات أخرى]‏ - تخصص علمي يهتم بدراسة الديدان الخيطية أو الديدان الأسطوانية.
  - علم الطيور - دراسة علمية للطيور.
- تداخل التخصصات
  - علم الأحياء الفلكي: دراسة الأصل والتطور المبكر والتوزيع ومستقبل الحياة في الكون
  - علم الآثار الحيوي
  - علم أحياء الأرض
  - علم اللغة الحيوي

## علماء الأحياء
- قائمة علماء الأحياء البارزين
- قائمة الفائزين بجائزة نوبل في علم وظائف الأعضاء أو الطب
- قوائم علماء الأحياء باختصار المؤلف  [لغات أخرى]‏
  - قائمة مختصرات أسماء علماء الحيوان